# Agata Nowacka
Agata Nowacka, coniugata Gajda (Pabianice, 29 agosto 1980), è un'ex cestista polacca.

## Carriera
Con la Polonia ha disputato due edizioni dei Campionati europei (2005, 2009).